# Toby Leung
Toby Jing-Kei Leung (nacida el 27 de febrero de 1983) es una cantante y actriz Cantopop de Hong Kong. Ella ingresó a la industria de la música en 2004, cuando "MusicNationGroup", descubrió su talento. Junto a Macy Chan, Elise Liu (廖雋嘉) y Bella Cheung (張曼伶) formaron un grupo de canto (女生宿舍), pero más adelante se separaron. Su padre, Tommy Leung, también el vicedirector y jefe del teatro de TVB, lo que le permitió a iniciarse en su carrera como actriz. Firmó recientemente con TVB y se convirtió en una artista popular.

## Filmografía

### Películas
| Año  | Título                   | Personaje                              | Notas |
| ---- | ------------------------ | -------------------------------------- | ----- |
| 2005 | Drink-Drank-Drunk        | Toby                                   |       |
| 2006 | Confession of Pain       | policewoman                            |       |
| 2007 | The Haunted School       | Ah Sze                                 |       |
| 2008 | True Women for Sale      | Elaine                                 |       |
| 2009 | Love Connected           | Vivian                                 |       |
| 2010 | 72 Tenants of Prosperity | "Ting Tai Phone" mobile store employee |       |

### TV series
| Año  | Título                        | Personaje           | Premios                                                                                           | Notas                   |
| ---- | ----------------------------- | ------------------- | ------------------------------------------------------------------------------------------------- | ----------------------- |
| 2004 | Golden Bug Detectives Academy | Toby                |                                                                                                   | now.com.hk Online Drama |
| 2004 | Sunshine Heartbeat            | Toby                |                                                                                                   | Guest star              |
| 2005 | The Zone                      | student             |                                                                                                   | (ep. 2)                 |
| 2006 | Men in Pain                   | Ko Fan              | Nominated – TVB Award for Best Actress                                                            |                         |
| 2007 | The Drive of Life             | Wah Ching-lam       | Nominated – TVB Award for Best Supporting Actress Nominated – TVB Award for Most Improved Actress |                         |
| 2007 | Marriage of Inconvenience     | Ng Yi Wu-jiu        | Nominated – TVB Award for Most Improved Actress                                                   |                         |
| 2008 | The Money-Maker Recipe        | Mo Ying-shan        | Nominated – TVB Award for Most Improved Actress                                                   |                         |
| 2009 | The Threshold of a Persona    | Chung Chi-yan       |                                                                                                   |                         |
| 2009 | In the Chamber of Bliss       | Mok Ching-yee       |                                                                                                   |                         |
| 2010 | Growing Through Life          | Hoi Mei-sze (Macy)  | Nominated - TVB Award for Best Supporting Actress                                                 |                         |
| 2011 | My Sister of Eternal Flower   | Fa Lai-ping (Jenny) |                                                                                                   |                         |
| 2011 | Wax and Wane                  | Ho Ka-moon          | Nominated — TVB Anniversary Award for My Favourite Female Character (Top 15)                      |                         |
| 2011 | Super Snoops                  | Ngok Kau            |                                                                                                   |                         |

2013 "Seasons of Love" with Him Law "TVB" Episode 1-5

## Discografía
- Life is Beautiful (2004)
- Bear in Mind (2005)

## Premios
- 2005年度新城勁爆頒獎禮 - 勁爆新登場女歌手
- 2005年度RoadShow至尊音樂頒獎禮 - 至尊潛力新人
- 第二十七屆十大中文金曲頒獎禮 - 最有前途新人獎（組合）銅獎
- 新城勁爆頒獎禮2004 - 勁爆新人王（組合）
- 勁歌金曲2004優秀選第二回 - 新星試打
- Yahoo!搜尋人氣大獎2004 - 演藝新力軍組別
- 廣州電台2004年金曲金榜頒獎晚會 - 港台金曲獎「全女打」，新登場女組合大獎
- PM第三屆樂壇頒獎禮 - PM火熱概念組合新人獎
- PM第三屆人氣歌手奪標頒獎禮 - PM新進閃爍女子組合
- 2004年音樂先鋒榜 - 廣東最受歡迎女子組合獎金獎